# Engel (песня)
«Engel» (с нем. — «Ангел») — третий сингл группы Rammstein из второго альбома Sehnsucht.
Женскую часть припева исполнила Кристиана Хебольд из музыкального коллектива Bobo in White Wooden Houses. Позднее вышла английская версия песни. Сингл содержит песню «Sehnsucht», которая позже вышла на одноимённом альбоме, а также трек «Rammstein» из первого альбома группы.

## Видеоклип
Этот клип был снят в Гамбурге, в клубе Prinzenbar. Видео снято по мотивам фильма «От заката до рассвета», так как участники Rammstein — большие поклонники Квентина Тарантино.

## Живое исполнение
Песня постоянно исполнялась на всём протяжении тура Sehnsucht. В Live Aus Berlin женскую часть припева исполняла Кристиана Хебольд, заключённая в горящую клетку. В первые месяцы тура Mutter песня иногда присутствовала в трек-листах концертов, а затем стала постоянно исполняться вплоть до конца тура. Завершала многие концерты первой части тура Liebe ist für alle da, игралась в основном в первой части тура, затем была убрана и исполнялась лишь на 2 концертах в Канаде и в Америке в 2010 году, которые снимались для DVD, вернулась во время тура по Америке. Исполнялась на концертах тура Made in Germany, а также в 2016 и 2017 годах. В течение Europe Stadium Tour исполнялась на b-сцене, совместно с Duo Jatekok, в виде кавер-версии Scala & Kolacny Brothers.

## Fan-Edition
23 мая 1997 года было выпущено издание для фанатов под названием «Engel (Fan-Edition)». На этом издании появилась песня «Wilder Wein», которая потом была перезаписана на концерте Live aus Berlin. Это одна из медленных по темпу песен в репертуаре, которые можно определить как баллады. Песня была существенно изменена на концерте, так как исполнялась на акустических гитарах.
Содержание фанатского издания:
| №  | Название                                        | Длительность |
| -- | ----------------------------------------------- | ------------ |
| 1. | «Engel (Extended Version)»                      | 4:34         |
| 2. | «Feuerräder (Live Demo Version 1994)»           | 4:47         |
| 3. | «Wilder Wein (Demo Version 1994)»               | 5:41         |
| 4. | «Rammstein (Eskimos & Egypt Instrumental Edit)» | 3:27         |

## Список композиций
| №  | Название                                               | Длительность |
| -- | ------------------------------------------------------ | ------------ |
| 1. | «Engel» (Ангел)                                        | 4:23         |
| 2. | «Sehnsucht» (Тоска)                                    | 4:02         |
| 3. | «Rammstein (Eskimos & Egypt Radio Edit)» (Раммштайн)   | 3:41         |
| 4. | «Rammstein (Eskimos & Egypt Instrumental)» (Раммштайн) | 3:27         |
| 5. | «Rammstein (Original)» (Раммштайн)                     | 4:25         |

## Другое
- Кавер-версия Scala & Kolacny Brothers звучит в финальных титрах концертного альбома Völkerball.
- В 2004 году кавер-версию исполнила группа Gregorian.
- Песня присутствует в саундтреке к фильму «Полный облом».
- Песня присутствует на саундтреке к фильму «Смертельная битва 2: Истребление».
- Песня была награждена на премии Echo 1998.
- Кавер-версия была исполнена группой Metallica на концерте в Берлине в 2019 году.

## Над синглом работали
- Тилль Линдеманн — вокал
- Рихард Круспе — соло-гитара, бэк-вокал
- Пауль Ландерс — ритм-гитара, бэк-вокал
- Оливер Ридель — бас-гитара
- Кристоф Шнайдер — ударные
- Кристиан Лоренц — клавишные
- Кристиана Хебольд — дополнительный женский вокал
- Марк Стагг — программирование